# Ficinia angustifolia
Ficinia angustifolia är en halvgräsart som först beskrevs av Heinrich Adolph Schrader, och fick sitt nu gällande namn av Charles Baron Clarke. Ficinia angustifolia ingår i släktet Ficinia och familjen halvgräs. Inga underarter finns listade i Catalogue of Life.